# روش مسیر بحرانی

نمودار پرت برای پروژه‌ای با چهار نقطه عطف و شش فعالیت. پروژه دو مسیر بحرانی دارد. فعالیت‌های B و C،A و D یا F در صورت پیگیری مدام زمانی برابر با ۷ ماه را برای پروژه نتیجه می‌دهند. فعالیت E غیر بحرانی است و زمانی شناور برابر ۱ ماه را می‌طلبد.

روش مسیر بحرانی، الگوریتمی برای زمانبندیِ مجموعه‌ای از فعالیت‌های پروژه‌است. این الگوریتم یکی از مهم‌ترین ابزارهای مؤثر در مدیریت پروژه است.

## تکنیک‌های اساسی
ضروری‌ترین تکنیک برای استفاده از سی پی ام ساخت مدلی از پروژه‌است که موارد زیر را در بر داشته باشد:
1. فهرستی از تمامی فعالیت‌های مورد نیاز برای تکمیل پروژه (معمولاً درون ساختار شکست کار رده بندی می‌شود)
2. مدت زمانی که انجام هر پروژه می‌برد.
3. وابستگی‌های میان فعالیت‌ها.